# Oceania Sevens 2018
El Oceania Sevens de 2018 fue la undécima edición del torneo de rugby 7 masculino de Oceanía.
Se disputó del 10 al 11 de noviembre en Suva, Fiyi.

## Fase de grupos

### Grupo A
| Equipo             | Encuentros | Encuentros | Encuentros | Encuentros | Tantos  | Tantos    | Tantos     | Puntos |
| Equipo             | jugados    | ganados    | empatados  | perdidos   | a favor | en contra | diferencia | Puntos |
| ------------------ | ---------- | ---------- | ---------- | ---------- | ------- | --------- | ---------- | ------ |
| Fiyi               | 2          | 2          | 0          | 0          | 82      | 0         | +82        | 6      |
| Papúa Nueva Guinea | 2          | 1          | 0          | 1          | 37      | 35        | +2         | 4      |
| Islas Salomón      | 2          | 0          | 0          | 2          | 0       | 0         | −84        | 2      |

### Grupo B
| Equipo          | Encuentros | Encuentros | Encuentros | Encuentros | Tantos  | Tantos    | Tantos     | Puntos |
| Equipo          | jugados    | ganados    | empatados  | perdidos   | a favor | en contra | diferencia | Puntos |
| --------------- | ---------- | ---------- | ---------- | ---------- | ------- | --------- | ---------- | ------ |
| Nueva Zelanda   | 2          | 2          | 0          | 0          | 109     | 0         | +109       | 6      |
| Nueva Caledonia | 2          | 1          | 0          | 1          | 41      | 61        | −20        | 4      |
| Nauru           | 2          | 0          | 0          | 2          | 14      | 103       | −89        | 2      |

### Grupo C
| Equipo     | Encuentros | Encuentros | Encuentros | Encuentros | Tantos  | Tantos    | Tantos     | Puntos |
| Equipo     | jugados    | ganados    | empatados  | perdidos   | a favor | en contra | diferencia | Puntos |
| ---------- | ---------- | ---------- | ---------- | ---------- | ------- | --------- | ---------- | ------ |
| Australia  | 2          | 2          | 0          | 0          | 77      | 0         | +77        | 6      |
| Islas Cook | 2          | 1          | 0          | 1          | 24      | 32        | −8         | 4      |
| Vanuatu    | 2          | 0          | 0          | 2          | 5       | 74        | −69        | 2      |

### Grupo D
| Equipo | Encuentros | Encuentros | Encuentros | Encuentros | Tantos  | Tantos    | Tantos     | Puntos |
| Equipo | jugados    | ganados    | empatados  | perdidos   | a favor | en contra | diferencia | Puntos |
| ------ | ---------- | ---------- | ---------- | ---------- | ------- | --------- | ---------- | ------ |
| Samoa  | 3          | 3          | 0          | 0          | 128     | 0         | +128       | 9      |
| Tonga  | 3          | 2          | 0          | 1          | 83      | 28        | +55        | 7      |
| Tuvalu | 3          | 1          | 0          | 2          | 30      | 107       | −77        | 5      |
| Niue   | 3          | 0          | 0          | 3          | 19      | 125       | −106       | 3      |

### Etapa eliminatoria

#### Copa de oro
|  | Cuartos de final   | Cuartos de final   | Cuartos de final |               |           | Semifinales | Semifinales | Semifinales |  |               | Copa          | Copa | Copa |  |
|  |                    |                    |                  |               |           |             |             |             |  |               |               |      |      |  |
|  |                    |                    |                  |               |           |             |             |             |  |               |               |      |      |  |
|  | Australia          | Australia          | 19               |               |           |             |             |             |  |               |               |      |      |  |
|  | Australia          | Australia          | 19               |               |           |             |             |             |  |               |               |      |      |  |
|  | Tonga              | Tonga              | 7                |               |           |             |             |             |  |               |               |      |      |  |
|  | Tonga              | Tonga              | 7                |               | Australia | Australia   | 5           |             |  |               |               |      |      |  |
|  |                    |                    |                  |               | Australia | Australia   | 5           |             |  |               |               |      |      |  |
|  |                    |                    | Nueva Zelanda    | Nueva Zelanda | 14        |             |             |             |  |               |               |      |      |  |
|  | Nueva Zelanda      | Nueva Zelanda      | Nueva Zelanda    | Nueva Zelanda | 14        | 47          |             |             |  |               |               |      |      |  |
|  | Nueva Zelanda      | Nueva Zelanda      |                  |               |           |             |             |             |  |               |               |      |      |  |
|  | Papúa Nueva Guinea | Papúa Nueva Guinea | 0                |               |           |             |             |             |  |               |               |      |      |  |
|  | Papúa Nueva Guinea | Papúa Nueva Guinea | 0                |               |           |             |             |             |  | Nueva Zelanda | Nueva Zelanda | 12   |      |  |
|  |                    |                    |                  |               |           |             |             |             |  | Nueva Zelanda | Nueva Zelanda | 12   |      |  |
|  |                    |                    | Fiyi             | Fiyi          | 17        |             |             |             |  |               |               |      |      |  |
|  | Samoa              | Samoa              | Fiyi             | Fiyi          | 17        | 19          |             |             |  |               |               |      |      |  |
|  | Samoa              | Samoa              |                  |               |           |             |             |             |  |               |               |      |      |  |
|  | Islas Cook         | Islas Cook         | 12               |               |           |             |             |             |  |               |               |      |      |  |
|  | Islas Cook         | Islas Cook         | 12               |               | Samoa     | Samoa       | 7           |             |  |               |               |      |      |  |
|  |                    |                    |                  |               | Samoa     | Samoa       | 7           |             |  |               |               |      |      |  |
|  |                    |                    | Fiyi             | Fiyi          | 36        |             |             |             |  |               |               |      |      |  |
|  | Fiyi               | Fiyi               | Fiyi             | Fiyi          | 36        | 38          |             |             |  |               |               |      |      |  |
|  | Fiyi               | Fiyi               |                  |               |           |             |             |             |  |               |               |      |      |  |
|  | Nueva Caledonia    | Nueva Caledonia    | 0                |               |           |             |             |             |  |               |               |      |      |  |
|  | Nueva Caledonia    | Nueva Caledonia    | 0                |               |           |             |             |             |  |               |               |      |      |  |
|  |                    |                    |                  |               |           |             |             |             |  |               |               |      |      |  |

| Bandera de Fiyi |
| Campeón Fiyi    |
| 4.to título     |